# Natalie Clifford Barney
Natalie Clifford Barney (31 d'octubre de 1876 - 2 de febrer de 1972) va ser una escriptora, poeta i novel·lista nord-americana que va viure expatriada a París. Va ser amfitriona de les reunions literàries de l'anomenat saló de Barney, que es van celebrar durant més de seixanta anys a la seva casa situada a la Rive gauche de París i que van congregar escriptors i artistes de tot el món, incloent moltes figures importants de la literatura francesa, juntament amb modernistes nord-americans i britànics de l'anomenada «generació perduda». Va treballar per promoure la literatura escrita per dones i va crear l'«Acadèmia de les dones» en resposta a l'Acadèmia francesa, composta exclusivament per homes. Al mateix temps va brindar suport i inspiració a escriptors masculins com Remy de Gourmont i Truman Capote.
Era obertament lesbiana i va començar a publicar poemes d'amor dedicats a dones sota el seu propi nom des de 1900, ja que considerava que l'escàndol era «la millor manera de lliurar-se de les molèsties» —referint-se a l'atenció d'homes joves heterosexuals. Va recolzar en la seva obra el feminisme i el pacifisme. Es va oposar a la monogàmia i va mantenir al mateix temps relacions de curta i llarga durada, que van incloure romanços intermitents amb la poeta Renée Vivien i la ballarina Armin Ohanian i una relació de cinquanta anys amb la pintora Romaine Brooks. La seva vida i els seus amors van servir d'inspiració per a moltes novel·les, com el best-seller francès Idylle saphique (Idil·li sàfic) o The Well of Loneliness (El pou de la solitud), sens dubte la novel·la de temàtica lèsbica més famosa del segle xx.

## Primers anys

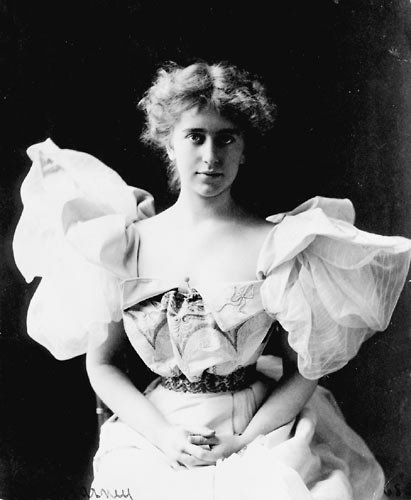
Natalie Barney adolescent, fotografia presa per Frances Benjamin Powers

Natalie Barney va néixer a Dayton, Ohio, el 31 d'octubre de 1876; els seus pares van ser Albert Clifford Barney i Alice Pike Barney. Albert era fill d'un ric fabricant de vagons de ferrocarril d'ascendència anglesa, mentre que Alice era d'ascendència francesa, neerlandesa i alemanya. Quan tenia sis anys, Natalie i la seva família van passar l'estiu al Long Beach Hotel a Nova York, on Oscar Wilde va dictar una conferència durant la seva gira per Estats Units. Wilde la va aixecar en braços mentre corria al costat d'ell fugint d'un grup de nens, la va portar fora del seu abast i després la va asseure en els seus genolls i li va explicar una història. Barney va relatar aquest incident en Adventures of the Mind. L'endemà es va unir a la nena i la seva mare a la platja, aquella conversa va canviar el curs de la vida d'Alice i la va inspirar per dedicar-se a l'art de forma seriosa, malgrat la desaprovació del seu marit. Temps després, Alice Pike Barney va estudiar pintura amb Carolus-Duran i James McNeill Whistler; moltes de les seves obres es troben ara a la col·lecció del Smithsonian American Art Museum.
Igual que moltes nenes del seu temps, Natalie Barney va rebre una educació mancada d'organització. El seu interès pel francès va sorgir per una institutriu que li llegia en veu alta històries de Juli Verne, per la qual cosa va haver d'aprendre ràpidament l'idioma per poder entendre-les. Més endavant, al costat de la seva germana menor Laura Clifford Barney, va assistir als Ruches, una escola francesa fundada per la feminista Marie Souvestre a la qual van assistir algunes persones destacades com Eleanor Roosevelt. En arribar a l'edat adulta parlava francès amb fluïdesa i sense accent i va decidir establir-se a París. Gairebé totes les seves obres publicades van ser escrites en francès.

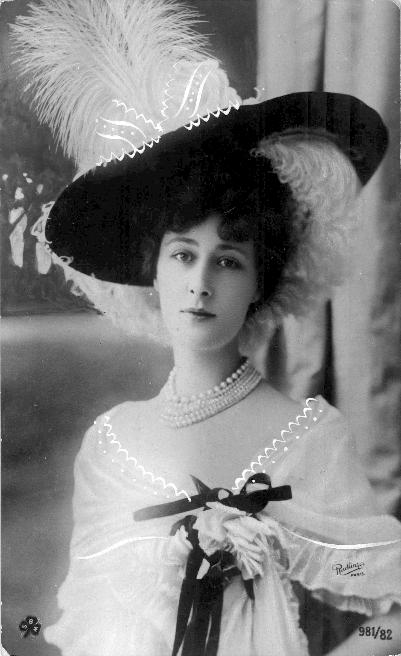
Una postal de Liane de Pougy

Quan tenia deu anys la seva família es va mudar a Washington D. C. i passaven els estius a Bar Harbor, Maine. Sovint era esmentada en els diaris de Washington per ser la filla rebel i poc convencional d'una de les famílies més riques de la ciutat. Quan comptava amb uns vint anys va aparèixer en els titulars per galopar a través de Bar Harbor muntada a cavall, en lloc de l'estil amazona, mentre conduïa al mateix temps un segon cavall que portava davant d'ella amb una corretja.
Barney diria després que sabia que era lesbiana des dels 12 anys i que estava decidida a «viure obertament, sense ocultar res». El 1899, després de veure la cortesana Liane de Pougy en un saló de ball a París, es va presentar a la seva residència disfressada de patge i li va anunciar que era una «patge de l'amor» enviada per Safo. Encara que De Pougy va ser una de les dones més famoses de França, constantment assetjada per homes rics i amb títols, l'audàcia de Barney li va encantar. La seva breu aventura es va convertir en el tema de la novel·la de Pougy, Idylle Saphique (Idil·li sàfic), un exemple clàssic de roman à clef —terme francès per a designar una novel·la que descriu la vida real darrere d'una façana de ficció. Publicat el 1901, aquest llibre es va convertir en un tema de murmuració de París i va ser reimprès almenys 69 vegades en el seu primer any. Era recognoscible la figura de Natalie com a model d'un dels personatges. En aquell moment ja havien acabat la seva relació després de barallar-se en diverses ocasions pel desig de Barney de «rescatar» Pougy de la seva vida com a cortesana.
Barney va contribuir en un capítol d'Idylle Saphique en el qual es va descriure reclinada als peus de Pougy en una llotja de teatre, veient Sarah Bernhardt interpretar Hamlet. Durant l'intermedi, Barney —com «Flossie»— compara la situació de Hamlet amb la de les dones: «Què hi ha de les dones que senten passió per l'acció quan el destí disposa d'elles encadenant-les? El destí ens va fer dones en un moment en què la llei dels homes és l'única llei que es reconeix».[18] En aquest llibre apareix la traducció del francès a l'anglès de la cita.</ref> També va escriure Lettres à uneix Connue (Cartes a una dona que he conegut), la seva novel·la epistolar sobre l'assumpte. Encara que no va poder trobar un editor per al llibre i que més tard ho va considerar ingenu i maldestre, és notable per la seva discussió de l'homosexualitat, que ella considerava natural i comparable a l'albinisme. «La meva raresa» —va dir— «no és un vici, no és deliberada i no perjudica a ningú».

## Relacions

### Poesia i obres de teatre

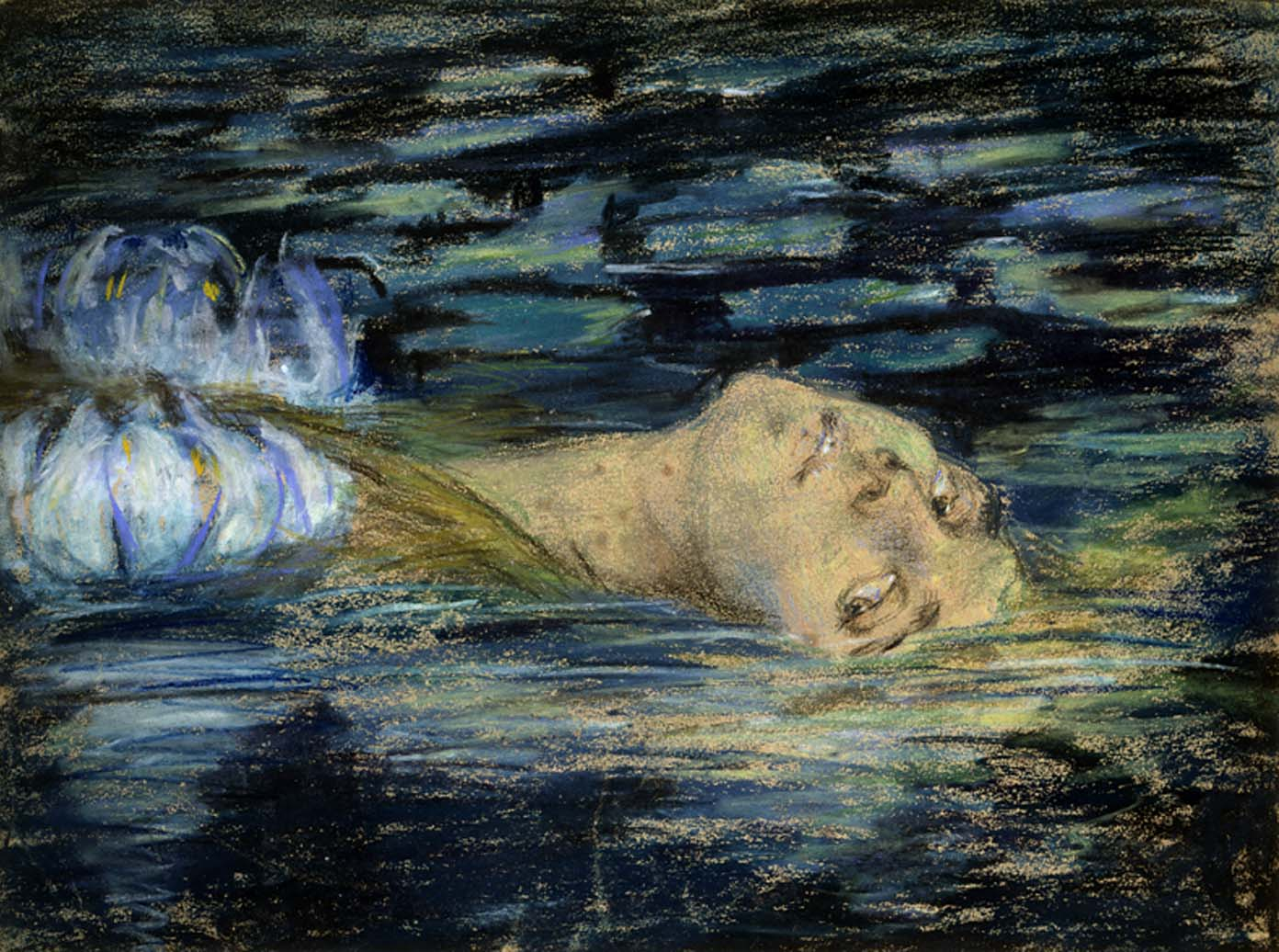
Waterlily, un retrat d'Ellen Goin —primera de Barney—, va ser una de les il·lustracions de Quelques Portraits-Sonnets de Femmes

Barney va publicar el seu primer llibre el 1900, una col·lecció de poemes titulada Quelques Portraits-Sonnets de Femmes ('Alguns retrats-sonets de dones'). Els poemes van ser escrits en vers tradicional francès i estil formal antic, ja que no s'interessava pel vers lliure. Aquests poemes han estat descrits com a «treball d'aprenent», però mitjançant la seva publicació, Barney es va convertir en la primera dona poeta a escriure obertament sobre l'amor entre dones des de Safo.[36] La seva mare va contribuir amb il·lustracions dels temes dels poemes, sense saber que tres de les quatre dones que van posar per a ella eren amants de la seva filla.
Les crítiques van ser positives en general i van passar per alt el tema lèsbic dels poemes, alguns fins i tot ho van tergiversar. The Washington Mirror va dir: «Barney escriu odes als llavis i ulls dels homes, no com una novençana qualsevol». No obstant això, el titular en un diari de xafarderies de societat va dir: «Safo canta a Washington» i això va alertar el seu pare, que va comprar i va destruir les existències restants de l'editorial i les planxes d'impressió.
Per escapar del domini de son pare, va publicar el seu següent llibre Cinq Petits Dialogues Grecs ('Cinc petits diàlegs grecs', 1901), sota el pseudònim de Tryphé. El nom va venir de l'obra de Pierre Louÿs, que la va ajudar a editar i a revisar el manuscrit. Barney també li va dedicar el llibre. El primer dels diàlegs succeeix a l'antiga Grècia i conté una àmplia descripció de Safo, que és «més fidel en la seva inconstància que uns altres en la seva fidelitat», un altre argument a favor del paganisme sobre el cristianisme. La mort del seu pare el 1902 li va deixar una quantiosa fortuna, i l'alliberà de qualsevol necessitat d'ocultar l'autoria dels seus llibres, per la qual cosa mai va tornar a usar un pseudònim.
Je em souviens va ser publicat el 1910, després de la mort de Vivien. Aquest mateix any va publicar Actes et Entr'actes ('Actes i interludis'), una col·lecció d'obres curtes i poemes. Una de les obres, Equivoqui ('Ambigüitat'), era una versió revisionista sobre la llegenda de la mort de Safo: en lloc de tirar-se per un penya-segat per l'amor de Faó —el mariner—, ho fa a causa del dolor que li va provocar el matrimoni de Faó amb la dona que estimava. L'obra incorpora cites de fragments de Safo, amb notes pròpies de Barney en grec.
Barney no es prenia la seva poesia tan a la valenta com Vivien i va dir: «si jo tenia una ambició era convertir la meva pròpia vida en un poema». Les seves obres van ser representades únicament en produccions d'aficionats al seu jardí. D'acord amb Karla Jay, la majoria d'elles mancaven d'un argument coherent i «probablement confondrien fins al públic més empàtic». A partir de 1910 va escriure la majoria dels epigrames i memòries pels quals és més coneguda. El seu últim llibre de poesia es diu Poems & Poemes: Autres Alliances i es va publicar el 1920. Reuneix poesia romàntica en francès i en anglès. Barney li va demanar a Ezra Pound que edités els poemes, però després va ignorar les detallades recomanacions que li va fer.

## Saló

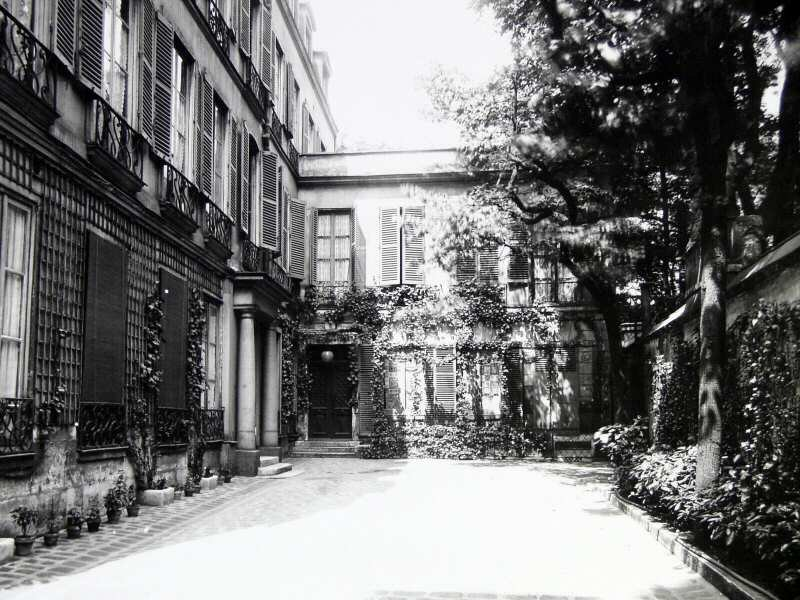
El pavelló de dues plantes de la Rue Jacob, 20

Durant més de 60 anys, Barney va regentar un saló literari que consistia en una reunió setmanal on la gent se socialitzava i discutia sobre literatura, art, música i altres temes d'interès. Barney va tractar principalment d'exhibir obres de dones, mentre també feia lloc als més importants escriptors homes del seu temps. Va ajuntar modernistes expatriats amb membres de l'Acadèmia Francesa. Joan Schenkar va descriure el saló de Barney com «un lloc en el qual assignacions lèsbiques i cites amb acadèmics podien coexistir en una espècie d'animada, fèrtil i plural dissonància cognitiva»; vegeu també Rodríguez, 2002, pàg. 183.
A la dècada de 1900 va realitzar les seves primeres reunions al saló de la seva casa de Neuilly. L'entreteniment incloïa lectures de poemes i teatrets (en els quals a vegades actuava Colette, que va ser una de les seves amants). Mata Hari hi va realitzar un ball una vegada, entrant al jardí muntada en un cavall blanc amb un arnés amb cloisonné turquesa fent de Lady Godiva.
L'obra Equivoqui va poder haver motivat Barney a abandonar Neuilly el 1909. Segons un article d'un diari contemporani, el seu propietari es va negar al fet que realitzés una representació a l'aire lliure d'una obra de Safo, considerant que «seguia la natura massa de prop». Va cancel·lar el seu contracte amb el propietari i va llogar el pavelló de dues plantes de la Rue Jacob, 20 del barri Llatí de París, on va mantenir el seu saló fins a finals de la dècada de 1960. Es tractava d'una petita casa de dues plantes separada en tres costats de l'edifici principal que donava al carrer. Prop del pavelló hi havia un jardí gran i exuberant amb un «temple de l'Amistat» dòric amagat en una cantonada. En aquest nou lloc, el saló va créixer amb una cara externa més correcta, amb lectures de poemes i converses, potser perquè li havien dit a Barney que els terres del saló no suportarien grans festes amb balls (Schenkar, 2000, p. 195). Alguns convidats habituals durant aquest període van ser Pierre Louÿs, Paul Claudel, Philippe Berthelot i el traductor J. C. Mardrus.

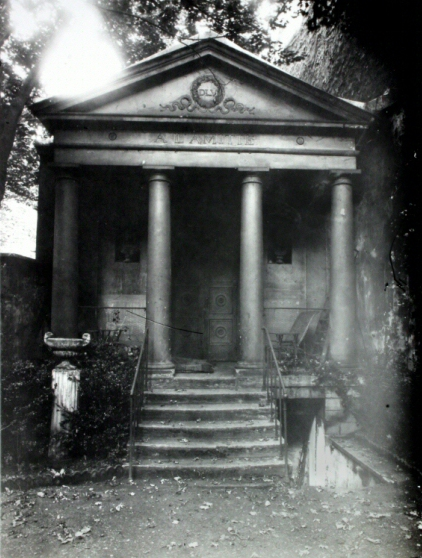
El temple de l'Amistat

Durant la Primera Guerra Mundial el saló es va convertir en un refugi per a aquells que s'oposaven a la guerra. Henri Barbusse va llegir en una ocasió la seva novel·la antibèl·lica Under Fire i Barney va organitzar un Congrés per a Dones per la Pau (Women's Congress for Peace) a la Rue Jacob. Uns altres convidats del saló durant la guerra van ser Oscar Milosz, Auguste Rodin i el poeta Alan Seeger durant el seu permís de la Legió Estrangera Francesa.
A principis de la dècada de 1920, Ezra Pound era un amic molt proper de Barney i la visitava sovint. Els dos van planejar junts poder donar un subsidi a Paul Valéry i T. S. Eliot perquè poguessin abandonar els seus treballs i concentrar-se a escriure, però Valéry va trobar altres mecenes i Eliot va rebutjar la beca. Pound va presentar Barney al compositor avant-garde George Antheil i encara que el seu gust musical era més tradicional, va organitzar l'estrena de la Simfonia per a cinc instruments i el Quartet de Primera Corda a la Rue Jacob. Va ser també al saló de Barney on Pound va conèixer la que seria la seva amant durant molts anys, la violinista Olga Rudge.
El 1927 Barney va iniciar una Académie des Femmes (Acadèmia de Dones) per honorar les dones escriptores. Es tractava d'una resposta a la influent Acadèmia Francesa fundada al segle xvii per Luis XIII i els seus 40 «immortals» no incloïen cap dona en aquell temps. Al contrari que l'Acadèmia Francesa, la seva Acadèmia de Dones no incloïa una activitat formal, sinó més aviat una sèrie de lectures que es realitzaven per als salons regulars dels divendres. Les honorades incloïen Colette, Gertrude Stein, Anna Wickham, Rachilde, Lucie Delarue-Mardrus, Mina Loy, Djuna Barnes i pòstumament, Renée Vivien.
Uns altres convidats al saló durant els anys 20 van incloure els escriptors francesos André Gide, Anatole France, Max Jacob, Louis Aragon i Jean Cocteau al costat dels escriptors en llengua anglesa Ford Madox Ford, William Somerset Maugham, F. Scott Fitzgerald, Sinclair Lewis, Sherwood Anderson, Thornton Wilder, T. S. Eliot i William Carlos Williams i, més encara, el poeta alemany Rainer Maria Rilke, el poeta bengalí Rabindranath Tagore (el primer premi Nobel d'Àsia), el diplomàtic romanès Matila Ghyka, la periodista Janet Flanner (que va marcar l'estil del New Yorker), la periodista, activista i editora Nancy Cunard, els editors Caresse i Harry Crosby, la mecenes i col·leccionista d'art Peggy Guggenheim, Sylvia Beach (propietària de la llibreria que va publicar la novel·la Ulysses, de James Joyce), les pintores Tamara de Lempicka i Marie Laurencin i la ballarina Isadora Duncan.
Per al seu llibre de 1929 Aventures de l'Esprit (Aventures de la ment) Barney va dibuixar un diagrama que recollia els noms de més de cent persones que havien assistit al saló en un mapa aproximat de la casa, jardí i el «temple de l'Amistat». La primera part del llibre conté records de tretze escriptors masculins que coneixia o va conèixer al llarg dels anys, i la segona conté un capítol per a cada membre de la seva Académie des Femmes. Aquesta estructura basada en l'equilibri de gènere no es va traslladar a la portada del llibre, que anomenava vuit dels escriptors masculins i després afegia «...i algunes dones».
A la fi dels anys 20 Radclyffe Hall va atreure una multitud després de la prohibició de la seva novel·la El pou de la solitud al Regne Unit. Una lectura per part de la poeta Edna St. Vincent Millay va omplir el saló el 1932. En un altre saló dels divendres als anys 30, Virgil Thomson va cantar part del Four Saints in Three Acts, una òpera basada en un llibret de Gertrude Stein.
Dels famosos escriptors modernistes que van passar una mica de temps a París, Ernest Hemingway mai va assistir al saló. James Joyce hi va ser una o dues vegades, però no li atreia massa. Marcel Proust mai va ser un divendres, encara que sí va ser a la Rue Jacob, 20 en una ocasió per parlar amb Barney sobre cultura lesbiana mentre investigava per a la seva novel·la A la recerca del temps perdut. La seva visita es va retardar en diverses ocasions a causa de la seva mala salut i quan per fi va tenir lloc la trobada, es va sentir massa nerviós per parlar del tema que li havia portat fins allà.

## Epigrames i novel·la
Èparpillements (Dispersions, 1910) va ser la primera col·lecció de pensées de Barney —literalment, pensaments o idees. Aquesta forma literària s'havia associat a la cultura de saló de França des del segle xvii, quan el gènere es va perfeccionar en el saló de Madame de Sablé. Les pensées de Barney, com les pròpies Maximes de Sabre, eren curtes, freqüentment epigrames d'una línia o bon mots tals com «Hi ha més oïdes malvades que males llengües» i «Estar casada és no estar ni sola ni acompanyada».
La seva carrera literària es va consagrar després d'enviar una còpia d'Èparpillements a Remy de Gourmont, un poeta, crític literari i filòsof francès que s'havia tornat un reclús després de contreure la malaltia desfigurativa lupus vulgar quan es trobava a la trentena. Rodriguez, 2002, p. 190 i Jay, 1988, p. 26, fan tots esment a la condició de Gourmont simplement com «lupus», però Denkiger (1148) i altres fonts franceses ho denominen «lupus tuberculeux» —aparentment lupus vulgar, que és una forma de tuberculosi en la pell, sense relació amb el lupus eritematós sistèmic, la malaltia coneguda actualment com a lupus. Es va sentir prou impressionat per convidar Barney a una de les seves reunions dominicals a casa seva, en les quals normalment només rebia un petit grup de vells amics. Ella va ser una influència rejovenidora en la seva vida, animant-lo a sortir a passejar amb cotxe a les tardes, a anar a sopar a la Rue Jacob, a un ball de màscares i fins i tot a un breu creuer pel Sena. Ell va transformar algunes de les seves converses que tants temes abastaven en una sèrie de cartes que va publicar al Mercure de France, anomenant-la l'Amazone, una paraula francesa que pot significar tant genet com amazona; posteriorment les cartes van ser recopilades en format de llibre. Remy de Gourmont va morir el 1915, però l'àlies que li va atorgar acompanyaria Barney tota la seva vida (fins i tot la seva làpida la identifica com "l'Amazona de Remy de Gourmont") i les seves Cartes a l'Amazona van deixar els lectors amb ganes de saber més sobre la dona que les havia inspirades.
Barney els va complaure el 1920 amb Pensées d'une Amazone (Pensaments d'una amazona), el seu treball més obertament polític. A la primera secció, «Adversitat sexual, guerra i feminisme», desenvolupa temes feministes i pacifistes, descrivint la guerra com un «suïcidi involuntari i col·lectiu ordenat per l'home». La forma epigramática fa que resulti difícil determinar els detalls de les opinions de Barney; es presenten idees només per ser descartades immediatament i algunes pensées semblen contradir-ne unes altres. Alguns crítics interpreten que ella diu que l'agressió que condueix a la guerra és visible en totes les relacions masculines. No obstant això, Karla (Jay 1988, pàg. 29) argumenta que la seva filosofia no era tan àmplia i que es resumeix millor en l'epigrama «Aquells que estimen la guerra manquen d'amor per un esport adequat: l'art de viure» (Benstock, 1986, pàg. 296; Jay, 1988, pàg. 29).
Una altra secció de Pensées d'une Amazone, «Malentesos, o el judici de Safo», recopilava escrits històrics sobre homosexualitat juntament amb els seus propis comentaris.També va cobrir temes com l'alcohol, l'amistat, la tercera edat i la literatura, escrivint que «les novel·les són més llargues que la vida» i que «el romanticisme és una malaltia infantil; els que la pateixen de nens són els més robusts». Un tercer volum, Nouvelles Pensées de l'Amazone (Nous pensaments d'una amazona) va aparèixer el 1939.
The One Who is Legion, or A.D.'s After-Life (El que és legió, o La vida després de la mort d'A. D., 1930) va ser l'únic llibre de Barney escrit totalment en anglès, així com la seva única novel·la. Il·lustrat per Romaine Brooks, tracta d'una suïcida, coneguda només com A. D., que torna a la vida com un ésser hermafrodita que llegeix el llibre de la seva pròpia vida. Aquest llibre-dins-d'un-llibre, titulat The Love-Lives of A. D. (Les vides d'amor d'A. D.), és una col·lecció d'himnes, poemes i epigrames, semblant a les altres obres de la mateixa Barney.

## Relacions principals
Barney practicava i defensava el que actualment es coneixeria com a poliamor. Ja el 1901, en Cinq Petits Dialogues Grecs, advocava en favor de les relacions múltiples i en contra de la gelosia; en Èparpillements va escriure: «Una és infidel a aquells que una estima perquè el seu encant no es converteixi en mer hàbit». Encara que ella mateixa podia sentir-se gelosa, encoratjava activament almenys algunes de les seves amants a ser també no monògames.
Com a conseqüència en part de la primerenca biografia que Jean Chalon havia realitzat sobre ella, publicada a Anglaterra com Portrait of a Seductress (en català: Retrat d'una seductora), se la coneixia principalment per les seves nombroses relacions més que per les seves obres o pel seu saló. En una ocasió va escriure una llista dividida en tres categories: affaires, semi-affaires i aventures. Colette era un semi-affaire, mentre que l'artista i dissenyadora de mobles Eyre de Lanux, amb la qual havia mantingut una relació intermitent durant diversos anys, estava llistada com una aventura. Entre els seus affaires (les relacions que ella considerava més importants) es trobaven Olive Custance, Renée Vivien, Elisabeth de Gramont, Romaine Brooks i Dolly Wilde. D'aquestes, les tres relacions més duradores van ser amb de Gramont, Brooks i Wilde; des de 1927, es va relacionar amb les tres simultàniament, una situació que va acabar solament amb la mort de Wilde. Els seus affaires més curts, tals com amb Collete i Lucie Delarue-Mardrus, freqüentment evolucionaven a amistats per a tota la vida.

### Eva Palmer-Sikelianos

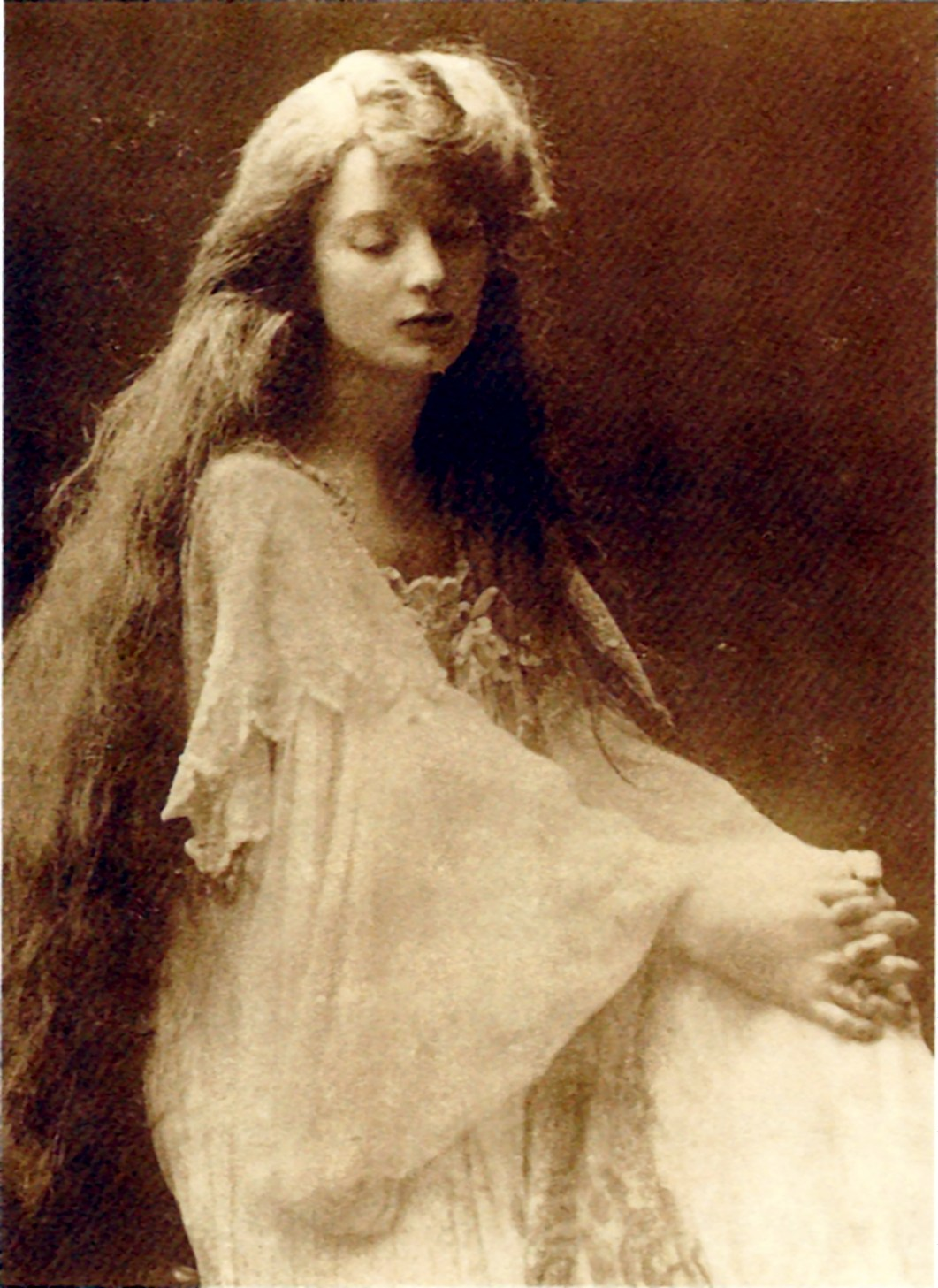
Eva Palmer-Sikelianos

La més primerenca relació íntima de Natalie Barney va ser amb Eva Palmer. Es van conèixer el 1893, durant unes vacances d'estiu a Bar Harbor, Maine. Compartien l'interès per la poesia, la literatura i els passejos a cavall. Barney comparava Palmer amb una verge medieval, per la seva cabellera vermellosa que li arribava fins als turmells, els seus ulls color verd mar i la seva aparença. Van romandre properes durant diversos anys; van compartir un apartament al 4 de rue Chalgrin, a París, i posteriorment cadascuna va tenir el seu propi espai a Neuilly-sud-Seine. Barney sol·licitava amb freqüència l'ajuda de Palmer quan perseguia romànticament altres dones, per exemple, Pauline Tarn.
Finalment, Palmer va deixar Barney per anar-se'n a Grècia i més endavant es va casar amb Angelos Sikelianos. La seva relació no va sobreviure a aquest gir dels esdeveniments, Barney tenia una mala opinió d'Angelos i això va provocar un intercanvi d'exaltades cartes. Anys després van recuperar l'amistat i ambdues van ser capaces d'avaluar amb maduresa el paper que cadascuna havia exercit en la vida de l'altra.

### Renée Vivien

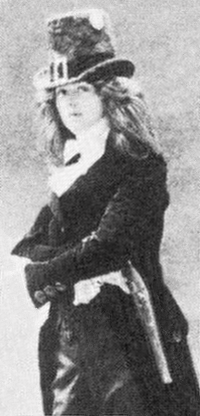
Renée Vivien el 1909

El novembre de 1899, va conèixer la poeta Pauline Tarn, més coneguda pel seu pseudònim de Renée Vivien. Per a Vivien va ser amor a primer cop d'ull, mentre que Barney es va fascinar amb ella després d'escoltar-la recitar un dels seus poemes, que va descriure com «perseguit pel desig de la mort». La seva relació sentimental va ser també un intercanvi creatiu que les va inspirar ambdues per escriure. Barney va proporcionar un marc teòric feminista que Vivien va explorar en la seva poesia. Van adaptar les imatges dels poetes simbolistes juntament amb les convencions de l'amor cortès per descriure l'amor entre dones i van trobar també exemples de dones heroiques en la història i la mitologia. Vivien també creia en la fidelitat, cosa que Barney no estava disposada a acceptar. Mentre Barney estava visitant la seva família a Washington D. C. al 1901, Vivien va deixar de contestar les seves cartes. Barney va intentar tornar amb ella durant anys, fins al punt de convèncer una amiga, la mezzosoprano operística Emma Calvé, perquè cantés a la finestra de Vivien per poder llançar un poema —embolicat al voltant d'un ram de flors— fins a la seva balconada. Tant les flors com el poema van ser interceptats i retornats per una institutriu.
El 1904 va escriure Je em souviens ('Jo recordo'), un poema en prosa intensament personal sobre la seva relació, que va presentar escrit a mà a Vivien en un intent de fer-la tornar. Es van reconciliar i van viatjar juntes a Lesbos, on van viure felices per un curt temps, fent plans per crear una escola de poesia per a dones com la que Safo, segons la tradició, havia fundat a Lesbos uns 2.500 anys abans. No obstant això, Vivien va rebre una carta de la seva amant Hélène (la baronessa de Zuylen de Nyevelt) i es va dirigir a Constantinoble per trencar amb ella en persona. Tenia previst reunir-se amb Barney a París, però va decidir quedar-se amb la baronessa i aquesta vegada la ruptura va ser permanent.
La salut de Vivien va decaure ràpidament poc després. D'acord amb la seva amiga i veïna Colette, no menjava gairebé res i bevia molt, fins i tot es rentava la boca amb aigua perfumada per ocultar l'olor a alcohol. Segons Karla Jay, els registres de Colette han portat algunes persones a considerar que Vivien patia d'anorèxia nerviosa, però aquest diagnòstic encara no existia a l'època. Vivien també era addicta al sedant hidrat de cloral. Al 1908 va intentar suïcidar-se amb una sobredosi de làudan; morí finalment a l'any següent. En les seves memòries, escrites cinquanta anys més tard, Barney va dir: «No podia ser salvada. La seva vida va ser un llarg suïcidi. Tot es convertia en pols i cendres a les seves mans».

### Elisabeth de Gramont

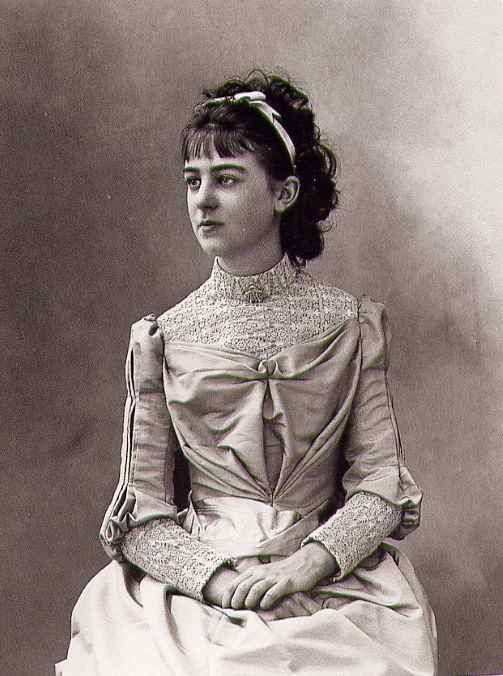
Elisabeth de Gramont el 1889

Elisabeth de Gramont, la duquessa de Clermont-Tonnerre, era una escriptora coneguda per les seves populars memòries. Descendent d'Enric IV de França, va créixer entre l'aristocràcia; quan era una nena, segons Janet Flanner, «els camperols de la seva granja... li pregaven que no es netegés les sabates abans d'entrar a les seves cases». Llençava la mirada enrere a aquest món perdut de riquesa i privilegi amb escàs pesar i va ser coneguda com la «duquessa vermella» pel seu suport al socialisme. Estava casada i tenia dues filles el 1910, quan va conèixer Natalie Barney; es diu que el seu marit era violent i tirànic. Amb el temps es van separar i el 1918 Barney i ella van redactar un contracte matrimonial declarant que «cap unió serà tan forta com aquesta unió, ni una altra afiliació més tendra, ni cap relació més duradora».
De Gramont va acceptar la no-monogàmia de Barney (encara que reticentment al principi) i va fer tots els possibles per ser cortès amb les seves altres amants incloent sempre Romaine Brooks quan convidava Barney de vacances al camp. La relació va continuar fins a la mort de Gramont el 1954.

### Romaine Brooks
Barney va mantenir la seva relació més duradora amb la pintora nord-americana Romaine Brooks, a qui va conèixer sobre 1914. Brooks s'especialitzava en retrats i destacava pel seu ús ombrívol de la gamma de grisos, negres i blancs. Durant la dècada de 1920 va fer retrats de diversos membres del cercle social de Barney, incloent de Gramont i la mateixa Barney.
Brooks tolerava els affaires esporàdics de Barney prou per bromejar amb ella sobre aquests, i va tenir alguns affaires propis al llarg dels anys, però podia posar-se gelosa quan un nou enamorament es tornava seriós. Generalment, marxava de la ciutat, però va arribar a un punt en què va donar a Barney un ultimàtum: triar entre ella i Dolly Wilde; es calmà quan Barney va cedir. Al mateix temps, encara que Brooks sentia devoció per Barney, no volia viure amb ella com una parella a temps complet; París no li agradava, menyspreava les amistats de Barney, odiava la constant socialització amb què Barney floria i sentia que era ella mateixa quan estava completament sola. Per satisfer la necessitat de solitud de Brooks, van construir una casa d'estiueig que tenia dues ales separades unides per un menjador, que van anomenar Vila Trait d'Union, la vila unida amb un guió. Brooks també passava gran part de l'any a Itàlia o viatjant per altres zones d'Europa, lluny de Barney. Van romandre devotes l'una a l'altra durant més de cinquanta anys.

### Dolly Wilde
Dolly Wilde era neboda d'Oscar Wilde i l'última persona de la família que va portar el cognom Wilde. Era famosa pel seu enginy amb els epigrames, però, al contrari que amb el seu famós oncle, mai va aconseguir aplicar el seu talent en una obra escrita publicada: el seu únic llegat són les seves cartes. Va realitzar alguns treballs com a traductora i va ser mantinguda freqüentment gràcies a terceres persones, incloent Natalie Barney, a la qual va conèixer el 1927.
Com Vivien, Wilde semblava obcecada a aconseguir autodestruir-se. Bevia molt, era addicta a l'heroïna i va intentar suïcidar-se diverses vegades. Barney va finançar les seves desintoxicacions, que mai van arribar a ser efectives: va sortir d'una estada en una residència de malalts amb una nova dependència a una substància que estimulava el son, el paraldehíd, que en aquell temps s'administrava sense recepta mèdica.
El 1939 se li va diagnosticar un càncer de mama i va rebutjar la cirurgia, buscant tractaments alternatius. L'any següent, la Segona Guerra Mundial la va separar de Barney, i aquesta va fugir de París a Anglaterra mentre Barney se n'anava a Itàlia amb Brooks. Va morir el 1941 per causes que mai van arribar a explicar-se del tot, possiblement per una sobredosi de paraldehid.

## Segona Guerra mundial i després
Les postures de Barney durant la Segona Guerra Mundial van ser controvertides. El 1937, Lady Troubridge es va queixar que Barney «parlava molt de ximpleries a mig fer sobre la tirania del feixisme». Barney era una vuitena part jueva i des que va passar la guerra a Itàlia amb Romaine Brooks, es va jugar ser enviada a un camp de concentració, cosa que va evitar només perquè va telegrafiar a la seva germana Laura per demanar un document certificat de la seva confirmació. No obstant això, en no tenir fonts d'informació sobre la guerra, es va creure la propaganda dels poders Axis que descrivien els aliats com a agressors, per la qual cosa el profeixisme semblava una conseqüència lògica al seu pacifisme. Un memoràndum no publicat que va escriure durant la guerra és clarament profeixista i antisemita, citant discursos de Hitler, aparentment amb el seu consentiment.
És possible que els passatges antisemites que apareixen en les seves memòries fossin utilitzats com a evidència que no era jueva.[92] Rodríguez, 2002, p. 196-199, diu que això és plausible. Com a alternativa, possiblement estava influïda per les emissions radiofòniques antisemites d'Ezra Pound. En qualsevol dels casos, sí que va ajudar a escapar d'Itàlia una parella jueva, aconseguint-los un passatge de vaixell als Estats Units. Cap al final de la guerra la seva postura novament havia canviat, veient els aliats com a alliberadors.
Vila Trait d'Union va ser destruït en un bombardeig. Després de la guerra, Brooks va rebutjar una invitació a viure amb Barney a París; va romandre a Itàlia i es visitaven amb freqüència. La seva relació va seguir sent monògama fins a mitjans dels anys 1950, quan Barney va conèixer Janine Lahovary, dona d'un ambaixador romanès retirat. Lahovary va intentar fer amistat amb Romaine Brooks, mentre que Barney li va assegurar a Brooks que la seva relació seguia estant en primer terme, amb la qual cosa el triangle aparentment era estable.

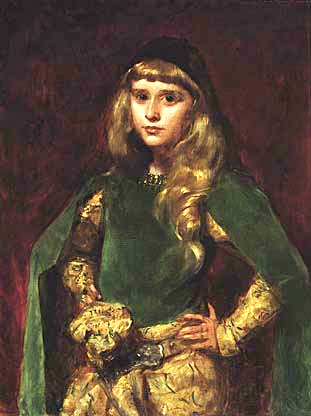
Quadre de Natalie Barney a l'edat de 10 anys pintat per Carolus Duran[97

El saló literari va tornar a funcionar al 1949 i va continuar atraient joves escriptors que el veien com un lloc històric a més d'un lloc on aconseguir una reputació. Truman Capote el va visitar de manera intermitent durant gairebé deu anys; va descriure la decoració com «totalment de finals de segle» i va recordar que Barney li va presentar molts dels que havien servit de models per In Search of Lost Time de Marcel Proust. Alice B. Toklas va ser-hi una habitual després de la mort de Gertrude Stein el 1946. Els divendres dels anys 1960 servien per honrar Mary McCarthy i Marguerite Yourcenar, que al 1980 (vuit anys després de la mort de Barney) es va convertir en la primera dona a ser membre de l'Acadèmia de la llengua de França.
Barney no va seguir escrivint epigrames, encara que va publicar dos volums de les seves memòries sobre els escriptors que havia conegut, Records indiscrets (Indiscreet Memories, 1960) i Traits et Portraits (Traits and Portraits, 1963). També va buscar un editor per a les memòries de Brooks i va aconseguir col·locar els seus quadres en galeries d'art.
A la fi dels anys 1960 Brooks es va tornar cada vegada més reclusiva i paranoica; es va enfonsar en una depressió i es negava a veure els metges que enviava Barney. Amargada per la presència de Lahovary durant els últims anys, que ella volia passar exclusivament amb Barney, finalment van deixar la relació. Barney va continuar escrivint-li, però mai va rebre contestació. Brooks va morir al desembre de 1970 i Barney el 2 de febrer de 1972 a causa d'una insuficiència cardíaca.

## Llegat
Per al final de la vida de Barney, la seva obra estava pràcticament oblidada. El 1979 Nathalie Barney va rebre un lloc en la instal·lació artística de la feminista Judy Chicago, The Dinner Party. Als anys 1980 se la va començar a reconèixer pel que Karla Jay va venir a anomenar «gairebé estranya anticipació» de les inquietuds de les escriptores feministes posteriors. Al 1992 van començar a aparèixer traduccions en anglès d'algunes de les seves memòries, assajos i epigrames, encara que la gran majoria de les seves obres i poemes segueixen sense traducció.
La seva influència indirecta en la literatura, a través del seu saló i la seva gran quantitat d'amics literaris és visible en la quantitat d'escriptors que l'han esmentat o retratat en les seves obres. Claudine s'en va de Colette (1903) conté una petita aparició de Barney com «Miss Flossie», reutilitzant l'àlies que se li havia donat amb anterioritat en la novel·la de Pougy Idylle Saphique. Renée Vivien va escriure multitud de poemes sobre ella, a més d'una novel·la simbolista, Une Femme M'Apparut (1904), en la qual la descriu amb «ulls ... tan afilats i blaus com una fulla... D'ella emanava un toc perillós i em va arrossegar inexorablement». Remy de Gourmont la va esmentar en les seves Cartes a l'amazona i Truman Capote en la seva novel·la inconclusa Answered Prayers. També apareix en dues novel·les d'escriptors que ni tan sols van arribar a conèixer-la: Un Soir chez l'Amazone (2004) de Francesco Rapazzini és una novel·la històrica que tracta sobre el saló de Barney, mentre que Minimax (1991) d'Anna Livia la retrata a ella juntament amb Renée Vivien com a vampiresses encara vives.
Segons Lillian Faderman, «segurament no hi havia cap lesbiana en les quatre dècades entre 1928 i finals de 1960 capaces de llegir anglès ni cap altra de les onze llengües a les quals va ser traduït el llibre que no conegués El pou de la solitud». A pesar que l'autora de la novel·la, Radclyffe Hall, va pretendre que servís d'argument per a una major tolerància cap al que ella va anomenar «invertits sexuals», fou criticada sovint per lectores lesbianes per l'autoodi de la protagonista i l'ús de termes com «freak» o «error de la natura». Barney, igual que l'amfitriona del saló Valérie Seymour, apareix en la novel·la com a símbol d'una actitud diferent. «Valérie, plàcida i segura de si mateixa, va crear una atmosfera de coratge; tots se sentien molt normals i valents quan s'ajuntaven en el seu saló».
Lucie Delarue-Mardrus li va escriure poemes d'amor a Barney a principis de segle i al 1930 la va descriure en la seva novel·la L'Ange et les Pervers, en la qual diu que «va analitzar i descriure Natalie a fons, a més de la vida en la qual em va iniciar». El protagonista de la novel·la és un hermafrodita anomenat Marion, que porta una doble vida, freqüentant salons literaris vestit de dona, canviant-se de faldilla a pantalons per assistir a festes gai. Barney és Laurette Wells, una amfitriona de saló que passa la major part de la novel·la intentat reconquistar una examant basada lliurement en Renée Vivien. La descripció que dona el llibre d'ella és, sovint, durament crítica, encara que és l'única persona amb qui Marion se sent bé. Ell/ella li explica a Wells que [ella] és «perversa... dissoluta, egocèntrica, injusta, tossuda, de vegades mesquina... [encara que] una rebel genuïna, sempre disposada a incitar els altres a la rebel·lió... Ets capaç d'estimar algú tal com és, fins i tot una furtiva que radica en la teva única fidelitat. Per això tens el meu respecte».
Després de conèixer Barney als anys 1930, la poeta russa Marina Ivanovna Tsvetaeva va parlar d'ella en Cartes a l'amazona (1934) expressant els seus conflictius sentiments sobre l'amor entre dones. El resultat, segons Terry Castle, és «una peça de somni críptica, paranoide i irresistible».

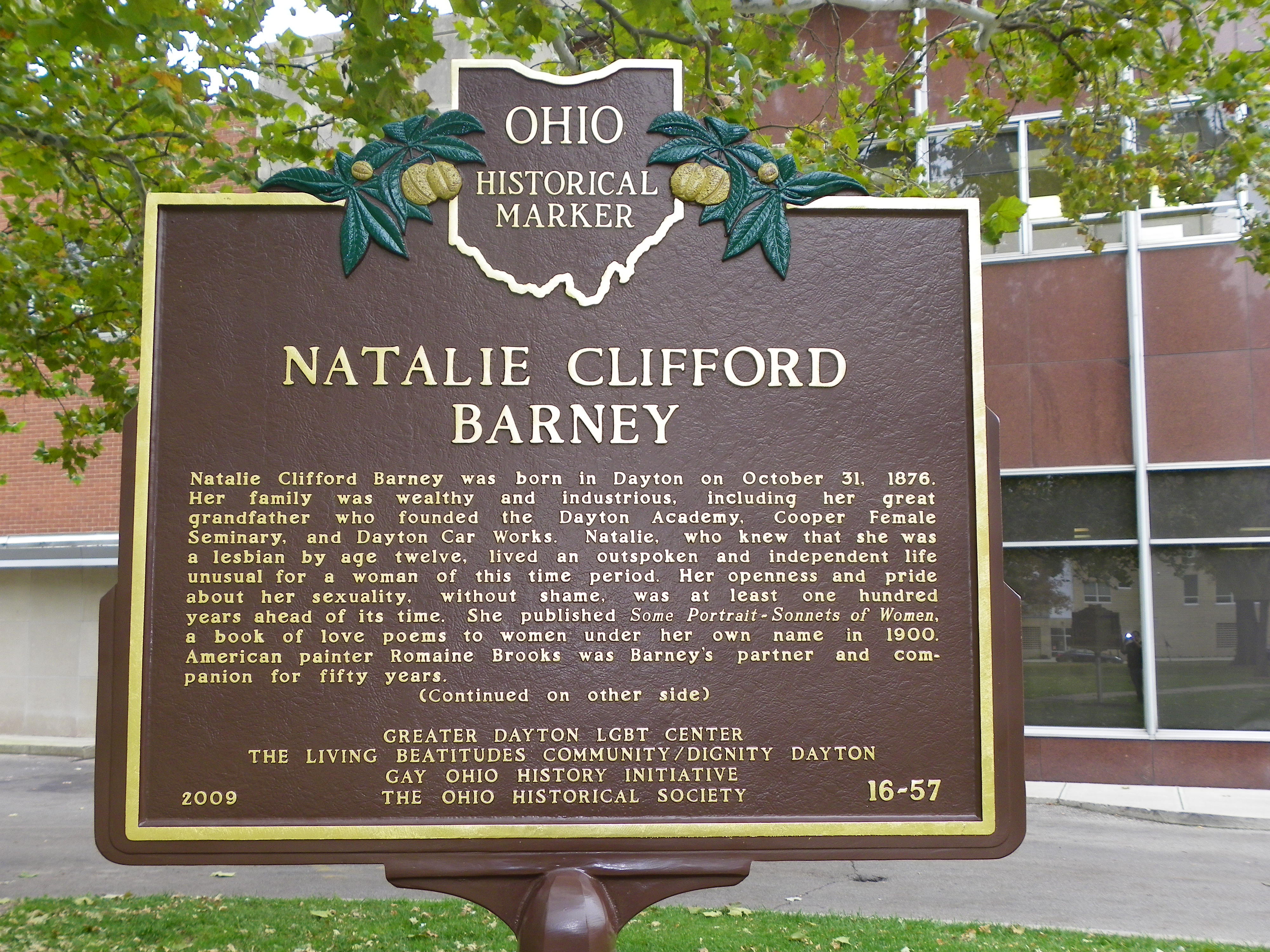
Senyal històric en honor de Barney, situada al parc Dayton Cooper

Barney i les dones del seu entorn social són el tema principal de Ladies Almanack (1928) de Djuna Barnes, un roman à clef escrit en un estil arcaic, com el de François Rabelais, al costat de les il·lustracions pròpies de Barnes en l'estil de les xilografies isabelines. Té el paper principal de l'obra, Dame Evangeline Musset, «[una] amenaça i una pionera» en la seva joventut, Dame Musset ha assolit «els cinquanta ensenyada i enginyosa»; salva dones consternades, dispensa saviesa i en la seva mort és elevada a santedat. També apareixen amb pseudònims Elisabeth de Gramont, Romaine Brooks, Dolly Wilde, Radclyffe Hall i la seva parella Una, Lady Troubridge, Janet Flanner, Solita Solano i Mina Loy. El llenguatge fosc, acudits interns i l'ambigüitat de Ladies Almanack ha mantingut els crítics discutint sobre si és una sàtira afectuosa o un atac amarg, però a Barney mateixa li va encantar el llibre i el va rellegir diverses vegades al llarg de la seva vida.
El 26 d'octubre de 2009, Barney va ser honorada amb una placa històrica a la seva ciutat natal, Dayton, Ohio. És la primera placa històrica d'Ohio a remarcar l'orientació sexual de l'homenatjada.

## Obres

### Treballs en francès
- Quelques portraits, sonnets de femmes (París: Ollendorf, 1900)
- Cinq petits dialogues grecs (París: La Plume, 1901; com «Tryphé»)
- Actes et entr'actes (París: Sansot, 1910)
- Je me souviens (París: Sansot, 1910)
- Eparpillements (París: Sansot, 1910)
- Pensées d'une Amazone (París: Emile Paul, 1920)
- Aventures de l'esprit (París: Emile Paul, 1929)
- Nouvelles pensées de l'Amazone (París: Mercure de France, 1939)
- Souvenirs indiscrets (París: Flammarion, 1960)
- Traits et portraits (París: Mercure de France, 1963)

### Treballs en anglès
- Poems & Poèmes: Autres Alliances (París: Emile Paul, Nova York: Dauren, 1920) –col·lecció bilingüe de poesia—
- The One Who Is Legion (Londres: Eric Partridge, Ltd., 1930; Orono, Maine: National Poetry Foundation, 1987)

### Traduccions en anglès
- A Perilous Advantage: The Best of Natalie Clifford Barney (New Victoria Publishers, 1992); editat i traduït per Anna Livia
- Adventures of the Mind (New York University Press, 1992); traducció de John Spalding Gatton